# Bahnhof Le Cheylard
Der Bahnhof Le Cheylard war von 1893 bis zur Einstellung des Betriebs 1968 die Bahnstation der Gemeinde Le Cheylard im Département Ardèche in Frankreich. Von dort führten meterspurige Strecken der Chemin de Fer Departementaux (CFD) nach La Voulte, Tournon und Dunières.

## Geschichte

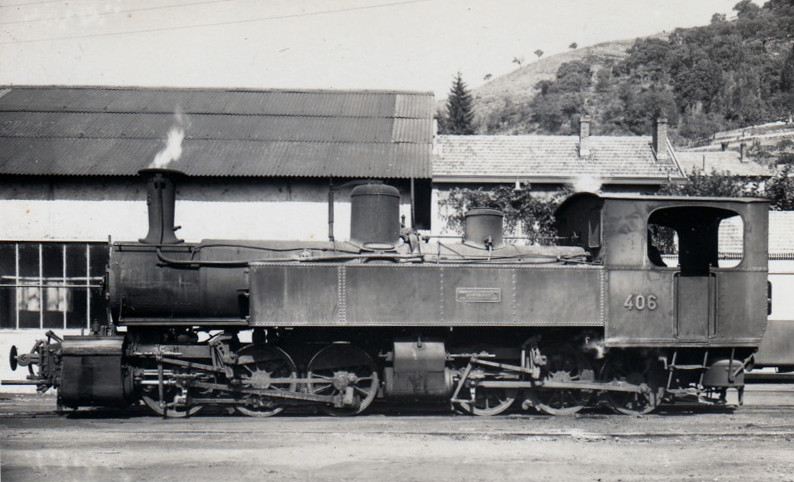
Mallet-Tenderlokomotive 030-030-T Nr. 406 in Le Cheylard, 1943

Der Anschluss des Ortes Le Cheylard an das Eisenbahnnetz wurde 1878 im Freycinet-Plan vorgeschlagen, der eine Nebenbahn von La Voulte über Le Cheylard nach Yssingeaux und eine Verbindung dieser Strecke nach Tournon-sur-Rhône vorsah. Ein Jahr später wurde vom Parlament ein Gesetz beschlossen, das Le Cheylard als Endpunkt der Strecke von Tournon her und eine weitere Verknüpfung der Strecke nach Yssingeaux mit dem Hauptbahnnetz in Dunières festlegte. 1883 wurde ein Vertrag zwischen dem französischen Staat und der CFD über Bau und Betrieb der Bahnen geschlossen.
Zwei Jahre später wurde der Bau der schwierigen Streckenabschnitte von Le Cheylard nach Dunières und Lamastre zurückgestellt, so dass zunächst eine 47,5 km lange Stichbahn von La Voulte durch das Flusstal des Eyrieux bis Le Cheylard gebaut und am 10. September 1893 in Betrieb genommen wurde. Am 21. September 1902 wurde der Bahnhof mit der Fertigstellung der Strecke nach Dunières zum Durchgangsbahnhof. Die Strecke über den Col de Nonières nach Lamastre wurde am 11. Juli 1903 eröffnet, seitdem endeten die meisten Züge aus Tournon in Le Cheylard.
In den folgenden Jahren entwickelte sich Le Cheylard zum Mittelpunkt des nunmehr zusammenhängenden Streckennetzes. Zwischen den bestehenden Anlagen und dem Flussufer wurden ein neues Betriebswerk und eine Zentralwerkstätte mit Zuständigkeit für den Unterhalt des rollenden Materials im gesamten Netz errichtet. Auch die Verwaltung wurde dort zentralisiert. Um den Bahnhof entwickelte sich das Bahnhofsviertel von Le Cheylard, in dem zu Zeiten der CFD vorwiegend Eisenbahner wohnten.
1913 erhielt die CFD die Konzession für eine 55 km lange Strecke von Le Cheylard nach Aubenas über Mézilhac und Vals-des-Bains. Der Erste Weltkrieg verhinderte deren Bau; nach dem Krieg wurde das Vorhaben aufgegeben.
Der Zweite Weltkrieg und die Besetzung durch deutsche Truppen führten zu zunehmenden Erschwernissen und Einschränkungen im Bahnbetrieb. Im April 1944 wurde der Betrieb von Le Cheylard nach Tournon eingestellt. Am 5. und 6. Juli wurden der Ort und die Bahnanlagen von Le Cheylard Ziel deutscher Bombenangriffe, bei denen 101 Menschen starben und mehr als 200 verletzt wurden. Weitere Bombenangriffe am 17. Juli und am 5. August zerstörten eine Dampflokomotive und beschädigten mehrere Lokomotiven, 7 Triebwagen und 19 Personen- und Güterwagen. Durch die Zerstörung der Zufahrtsgleise wurden die Werkstätten teilweise unbenutzbar.
Am 31. Oktober 1968 wurde der Betrieb auf dem gesamten Meterspurnetz im Vivarais eingestellt und in den folgenden Monaten abgewickelt. Die Gleisanlagen in Le Cheylard wurden Anfang 1970 abgebaut.
Auf dem ehemaligen Bahnhofsgelände siedelten sich Gewerbebetriebe an, die teilweise die Bahngebäude weiter nutzen. Das Bahngelände ist heute weitgehend überbaut. Einige Gebäude wie der Lokomotivschuppen aus der Anfangszeit, Betriebsbüro, Empfangsgebäude und Wasserturm stehen noch heute. Der neuere Lokschuppen ist heute Teil eines größeren Gebäudekomplexes. Die zum ehemaligen Bahnhof führende Straße heißt noch heute "Avenue de la Gare".

## Bahnanlagen
Der Bahnhof lag am linken Ufer des Eyrieux in Höhe der Einmündung der Dorne, etwa einen Kilometer vom alten Ortszentrum an der Dorne entfernt. Die Station war von Anfang als Durchgangsbahnhof angelegt und die Lage so gewählt, dass der Weiterbau nach Dunières und die Einführung der Strecke von Tournon ohne Probleme möglich war. Die Streckengleise von Tournon und La Voulte trafen einen Kilometer flussabwärts aufeinander und führten von dort parallel in den Bahnhof. Das Gleis nach Dunières verließ den Bahnhof in einer Linkskurve Richtung Fluss und unterquerte dann in einer Rechtskurve die Straße von Le Cheylard, die ihrerseits am Empfangsgebäude vorbei und entlang der Güteranlagen weiter nach Lamastre führt.

### Personenverkehr
Das Empfangsgebäude war ursprünglich ein zweigeschossiger Typenbau mit kurzen eingeschossigen Anbauten auf jeder Seite (CFD Typ 1 wie in Lamastre und Issingeaux). In der Nähe des Hauptgebäudes gab es mehrere Kioske zur Versorgung der Reisenden. Drei Gleise waren mit angeschütteten Seitenbahnsteigen ausgestattet. Die Züge nach Tournon fuhren vom Hausbahnsteig ab, die beiden anderen Bahnsteige wurden für die Züge nach La Voulte und Dunières genutzt.

### Güterverkehr
Die Anlagen für den Güterverkehr lagen neben dem Empfangsgebäude Richtung La Voulte und bestanden aus einem Ladehof mit zwei Ladegleisen, einer großen Güterhalle, einer überdachten und einer offenen Seitenrampe und – in späteren Jahren – einem fahrbaren Bockkran.

### Depot und Zentralwerkstätte
Für den Betriebsmaschinendienst gab es anfangs einen zweigleisigen Lokschuppen am Streckenende und einen Wasserturm mit Wasserkran. Mit dem Ausbau von Le Cheylard zum Betriebsmittelpunkt wurde eine neue, wesentlich umfangreichere Anlage mit dreigleisigem Lokomotivschuppen, Pulsometeranlage, Betriebswerkstätte, Kohlenbansen, Kohlenlager, Untersuchungsgrube, 8-m-Lokomotivdrehscheibe, Verwaltungsgebäude, sanitären Anlagen und Magazin gebaut. Nach Lieferung der Dieseltriebwagen in den 1930er Jahren kam noch ein zweigleisiger Triebwagenschuppen hinzu.
Neben dem Lokschuppen gab es weitere Anlagen für größere Arbeiten an den Fahrzeugen. Im alten Lokschuppen wurde eine Malerwerkstatt eingerichtet, zwischen dem Lokschuppen und dem Streckengleis nach Dunières stand die zweigleisige Wagenreparaturwerkstatt, am anderen Bahnhofskopf standen die Kesselschmiede und ein Magazingebäude.

## Sicherungstechnik
Die Einfahrten aus den Streckengleisen waren mit ortsfesten Signalscheiben („disques vertes“) abgesichert, ab denen für die Züge Schrittgeschwindigkeit galt. Ein Stellwerk gab es nicht – die mehr als 30 Weichen waren ortsgestellt.